# Бета-лактамски антибиотик
Бета-лактамски антибиотици (β-лактамски антибиотици) су велика група антибиотика која у својој молекуларној структури садржи бета-лактамски прстен. Осим сличности у хемијској грађи, β-лактамски антибиотици поседују и истоветни механизам деловања и сличности у фармаколошким и имунолошким карактеристикама.
У групу бета-лактамских антибиотика, спадају следеће подгрупе антибиотика: пеницилини, цефалоспорини, монобактами, карбапенеми и пенеми, инхибитори бета-лактамазе (клавуланска киселина, сулбактам и тазобактам) који имају β-лактамски структуру али им је антибактеријско деловање врло слабо.
Једињења из групе бета-лактамских антибиотика су у свету најупотребљаванија група антибиотика.

## Начин деловања
Бета-лактамски антибиотици делују бактероцидно на бактерије тако што инхибирају синтезу пептидогликана а у ћелијскоом зиду бактерије. Ћелијски зид је одговоран за постојаност бактеријске ћелије у различитим условима средине, а нарочито је значајан у спречавању прекомерног бубрења бактерије у хипотоничној средини. Ремећење интрегитета ћелијског зида бактерију чини подложну прекомерном уласку воде, а коначан ефекат јесте, уз нагомилавање прекурсора пептидогликана, бактерицидан. Бактерија пуца, или подлеже лизи, а на дејство бета-лактамских антибиотика најосетљивија је у фази деобе.
Бета-лактамски антибиотици се везују за групу бактеријских протеина карактеристичних по свом афинитету према пеницилину који се због тога називају и пеницилин-везујући протеини — ПВП (енгл. Penicillin-binding protein — PBP). Бета-лактати-везујући протеине лоцирани су са спољашње стране плазма мембране бактерија и обављају различите ензимске улоге, најчешће понашајући се као транспептидазе, карбоксипептидазе или ендопептидазе.
Идентификован је низ ПВП, при чему постоје значајне варијације у њиховој сктруктури између појединих бактеријских врста, чиме се објашњава и различита ефикасност бета-лактамских антибиотика против различитих бактерија.
Од фундаменталног значаја за дејство ових антибиотика је иреверзибилна инхибиција транспептидаза. Транспептидазе, током нормалног процеса биосинтезе ћелијског зида, катализују уклањање једног остатка D-аланина из пептида везаног за N-ацетилмураминску киселину што омогућава реакцију преосталог терминалног D-аланина са пентаглицинским остатком оближњег пептида. На овај начин се формирају унакрсне пептидне везе неопходне за стабилност ћелијског зида.

## Индикације
Бета лактамски антибиотици су индиковани за профилаксу и лечење инфекција изазваних осетљивим микроорганизмима на ове лекове. Начелно, β-лактамски антибиотици делују само против грам-позитивних бактерије, али њихов непрестани развој продужио им је и побољшао спектар антибиотиских активниности и против различитих грам-негативних микроорганизама, што је повећало корисност β-лактамских антибиотика.

Према спроведеним истраживањима бета-лактамски антибиотици чине 61% свих потрошених антибиотика у Црној Гори, што је нешто мање у поређењу са Аустралијом (64%) а значајно више у поређењу са неким нордијским земљама (око 40%),. Према истим истраживањима, пеницилинима припада 71% свих бета-лактамских антибиотика у Црној Гори  што је више у односу на Финску (66%), али значајно мање у поређењу са Норвешком (93%). То говори да и међу развијеним земљама постоје велике разлике у примени бета-лактамских антибиотика, које су вероватно последица утицаја читавог низа медицинских и немедицинских чинилаца.

Стога је незахвално судити о томе који су од наведених процената, показатељи рационалне примене антибиотика и зато се може закључити да је за све лекаре најбоље да прихвате оптималну примену, која, у најкраћем, подразумева одговарајући антибиотик само тамо где је индикован, уз адекватан режим дозирања и трајање терапије.
Осим регулационих мера, потребно је да здравство уложи додатне напоре у едукацији лекара ради афирмације правилног приступа прописивању и примени бета-лактамских антибиотика.
| Генерички назив лека | Црна Гора | Норвешка | Финска | Аустралија |
|                      | 4,0       | 0,8      | 2,7    | 4,6        |
|                      | 2,8       | 0,1      | 0,0    | 0,0        |
|                      | 2,5       | 0,3      | 1,9    | 1,9        |
|                      | 0,8       | 0,       | 0,0    | 1,0        |
|                      | 0,5       | 0,0      | 0,0    | 0,0        |

## Подела

### Пеницилини
| Врста пеницилина                    | Генерички називи антибиотка |
| Пеницилини широког спектра дејства  | - Ампицилин • Пивампицилин • Карбеницилин • Амоксицилин • Кариндацилин • Бакампицилин® - Епицилин • Пивмецилинам • Азлоцилин • Мезлоцилин® • Мециллинам • Пиперацилин® - Тикарцилин • Метампицилин • Талампицилин • Сулбеницилин • Темоцилин • Гетацилин |
| Пеницилини, отпорни на ß-лактамазу  | - Бензилпеницилини: Феноксиметилпеницилин • Пропицилин • Азидоцилин • Фенетицилин • Пенамецилин® • Кломецилин • Бензатина бензилпеницилин • Бензилпеницилин прокаин • Бензатина феноксиметилпеницилин - Комбиниовани препарати: «Бицилин-3» (бензатин бензилпеницилин+бензилпеницилин прокаин+бензилпеницилин) • «Бицилин-5» (бензатин бензилпеницилин+бензилпеницилин прокаин) |
| Пеницилини, осетљиви на ß-лактамазу | - Диклоксацилин® • Клоксацилин® • Метицилин® • Оксацилин • Флуклоксацилин® |
| Инхибитори β-лактамазе              | - Сулиабактам • Тазобактам® |
| Комбинација пеницилина              | - «Амписид» (ампицилин+сулиабактам) • «Аугментин» (амоксицилин+клавулонскакиселина), «Трифамокс ИБЛ» (амоксицилин+сулфобактам) • «Тиментин» (тикарцилин+клавуланска кислина) • Сулиатамицилин - Комбинација пеницилина: «Ампиокс» (ампицилин+оксацилин) |

### Цефалоспорини
| Генарације цефалоспорина         | Генерички називи цефалоспорина |
| Цефалоспорини прве генерације    | - Цефалексин • Цефалоридин® • Цефалотин • Цефазолин • Цефадроксил • Цефазедон - Цефатризин • Цефапирин* • Цефрадин® • Цефацетрил® • Цефроксадин* • Цефтезол |
| Цефалоспорини друге генерације   | - Цефокситин • Цефуроксим • Цефамандол • Цефаклор • Цефотетан® • Цефоницид • Цефотиам - Лоракарбеф • Цефметазол® • Цефпрозил • Цефоранид |
| Цефалоспорини треће генерације   | - Цефотаксим • Цефтазидим • Цефсулодин® • Цефтриаксон • Цефменоксим • Латамоксеф - Цефтизоксим® • Цефиксим • Цефодизим® • Цефетамет • Цефпирамид® • Цефоперазон - Цефподоксим® • Цефтибутен • Цефдинир • Цефдиторен - Цефоперазон у комбинацији с другимим препаратами: «Сулфаперазон» (цефоперазон+сулфабактам) |
| Цефалоспорини четврте генерације | - Цефепим • Цефпиром® |
| Монобактами                      | - Азтреонам |
| Карбапенеми                      | - Меропенем • Ертапенем - Дорипенем - Имипенем у комбинации с ензимским инхибитором: «Тиенам®» (имипенем+циластатин)и (панипемен-батамипром) |
| Остали цефалоспорини             | - Цефтобипрол медокарил |

### Монобактами
| Облик        | Генерички називи антибиотка                                                                                         |
| Трочлани     | - Азирин · Азиридин                                                                                                 |
| Четворочлани | - Азетидин · Азетидинон (β-лактам)                                                                                  |
| Петочлани    | - Пирол · Пиролини · Пиролидин · Пиразол · Имидазол · Триазолин · Тетразол · Пентазол · Пиролидон (γ-лактам)· Индол |
| Шесточлани   | - Пиридин · Пиперидин · Пиперидон (δ-лактам) · Хинолин · Изохинолин · Акридин · Хинолизидин                         |
| Седмочлани   | - Капролактам (ε-лактам)                                                                                            |
| Вишечлани    | - Порфин · Фталоцианини · Корин)                                                                                    |

### Карбапенеми и пенеми
| Облик      | Генерички називи антибиотка                                           |
| Пенеми     | - Пенем                                                               |
| Карбапенем | - Биапенем · Дорипенем · Ертапенем · Имипенем · Меропенем · Панипенем |

### Инхибитори β-лактамазе
Бета-лактамаски инхибитори иако су занемарљиви показују антимикробну активност и садрже β-лактамски прстен. Њихов једини циљ је да спрече инактивацију β-лактамских антибиотика везивањем за бета-лактамазе, и као такви, они се комбинују заједно са β-лактамским антибиотицима.
| Облик                      | Генерички називи антибиотка                     |
| Бета-лактамаски инхибитори | - Клавуланска киселина · Тазобактам · Сулбактам |